# Basilio Pertiné
Basilio Bernabé Pertiné (Buenos Aires, 3 de abril de 1879-13 de diciembre de 1963) fue un militar y político argentino, que ejerció los cargos de Ministro de Guerra de la Nación, intendente de la Ciudad de Buenos Aires, y gobernador de Córdoba.

## Biografía

### Primeros años
Basilio Bernabé Pertiné nació el 3 de abril de 1879 en la ciudad de Buenos Aires. Fue bautizado varios años después, el 24 de febrero de 1894, en la parroquia de San Juan Evangelista de su ciudad natal. Sus padres, Basilio Pertiné y Lucía Bertán, eran italianos emigrados a Argentina, que al momento del bautismo vivían en la calle Defensa 326.
Ingresó el 13 de marzo de 1894 en el Colegio Militar de la Nación como cadete, cursando allí sus estudios por dos años hasta egresar como subteniente de infantería. Desde entonces inició una carrera militar de más de cuarenta años, llegando al grado de Teniente General.

### Carrera
Prestó servicios en 1897 y 1898 en el Regimiento N.º 6 de Infantería de Línea en la Guarnición de Choele-Choel, formando parte de la División de los Andes que comandaba el general Rudecindo Roca. Por ello años después, el 13 de mayo de 1941, se lo reconoció como Expedicionario al Desierto.
El 26 de febrero de 1902 se incorporó al Batallón N.º 2 de Cazadores de los Andes de Mendoza, siendo allí ascendido a teniente primero. En la madrugada del 4 de febrero de 1905 se lleva a cabo una revolución radical, con el objetivo de deponer al presidente Manuel Quintana. Los rebeldes de Mendoza atacaron al cuartel N.º 2 de Cazadores de los Andes que estaba en pleno centro mendocino. Pertiné quien en ese momento era teniente, con algunos subtenientes y soldados a sus órdenes, no se plegaron a la revolución. La batalla, que duró una hora y media, terminó con la derrota de Pertiné y sus seguidores recién cuando este cayó gravemente herido. Poco tiempo más tarde, la llegada de la brigada de San Juan al mando del coronel Antonio Tiscornia y el desánimo producto de las noticias de rendimiento por todo el país pusieron fin a la rebelión.
Al tomarlo fue dado por muerto, y el jefe de la unidad atacante, en respuesta a la valentía en la lucha contra fuerzas muy superiores, ordenó enviar el cuerpo a Buenos Aires con honores y envuelto en la bandera argentina. Sin embargo Pertiné seguía vivo, a pesar de su estado crítico. Al enterarse el presidente Quintana lo ascendió inmediatamente por acción distinguida y dos semanas después, el 20 de febrero de 1905, le concedió un año de licencia para poder tratar las heridas del combate en Europa.
Su próximo destino, en agosto de 1906, fue Alemania, donde fue agregado al Ejército Imperial Alemán, como parte del Regimiento N°81 de Infantería en Fráncfort. Allí formó parte de los ejercicios de servicio en campaña, de las grandes maniobras imperiales, y de la instrucción de tiros de guerra. En esto último estuvo bajo las órdenes de Federico Carlos de Hesse, quien habló muy favorablemente de Pertiné en sus informes a sus superiores argentinos. En ese tiempo también cursó estudios en la Escuela de Tiro de Spandau, regresando a Argentina en octubre de 1908.

#### Primera Guerra Mundial
Fue en 1909 agregado militar a la Embajada de Brasil, y en 1910 se convirtió en agregado militar en la Embajada Argentina en Alemania, puesto en el cual permaneció hasta 1918. La designación le permitió presenciar en persona la Primera Guerra Mundial, ya que fue destinado a seguir las operaciones desde el Cuartel General Alemán y el mismo campo de batalla.
Estando en el Comando del 5.º Ejército fue espectador presencial de los combates realizados del 22 al 25 de agosto de 1914, visitando luego el frente que bloqueaba a Verdún y el fuerte de Longwy. Asistió como espectador a combates de artillería contra columnas francesas, bombardeos y asaltos. Durante los meses de septiembre y octubre de ese mismo año pudo recorrer Bélgica y Luxemburgo, asistiendo al asedio de Amberes y al asalto a los fuertes de Waelhem y Lier, visitando luego las trincheras abandonadas por el ejército belga, y estando presente el 10 de octubre en la entrada de las tropas alemanas a la ciudad de Amberes.
En diciembre de 1914 visitó el segundo ejército alemán, recorriendo la zona de operaciones. El 10 de enero de 1915 es agregado al ejército del general Paul von Hindenburg en el frente ruso, visitando entre otros los campos de batalla de Gumbinnen, Tannemberg y lagos Masurianos.
En el mes de octubre participó en la campaña de Serbia y en la travesía del Danubio con las tropas austro-húngaras. En octubre de 1916 se incorporó al 1.º Cuerpo de Reserva participando en la ofensiva contra Rumania.
En enero de 1917 visitó el frente búlgaro y en febrero de ese año fue el único agregado militar que pidió autorización para acompañar a la División N.° 88 de Infantería que se encontraba combatiendo contra los rusos, donde permaneció cuatro semanas, siendo el único agregado militar extranjero que tuvo esa prerrogativa, quizás por haber sido el único que la había solicitado. Visitó todas las posiciones de avanzadas, de retaguardia y las trincheras construidas en la primera línea de combate.

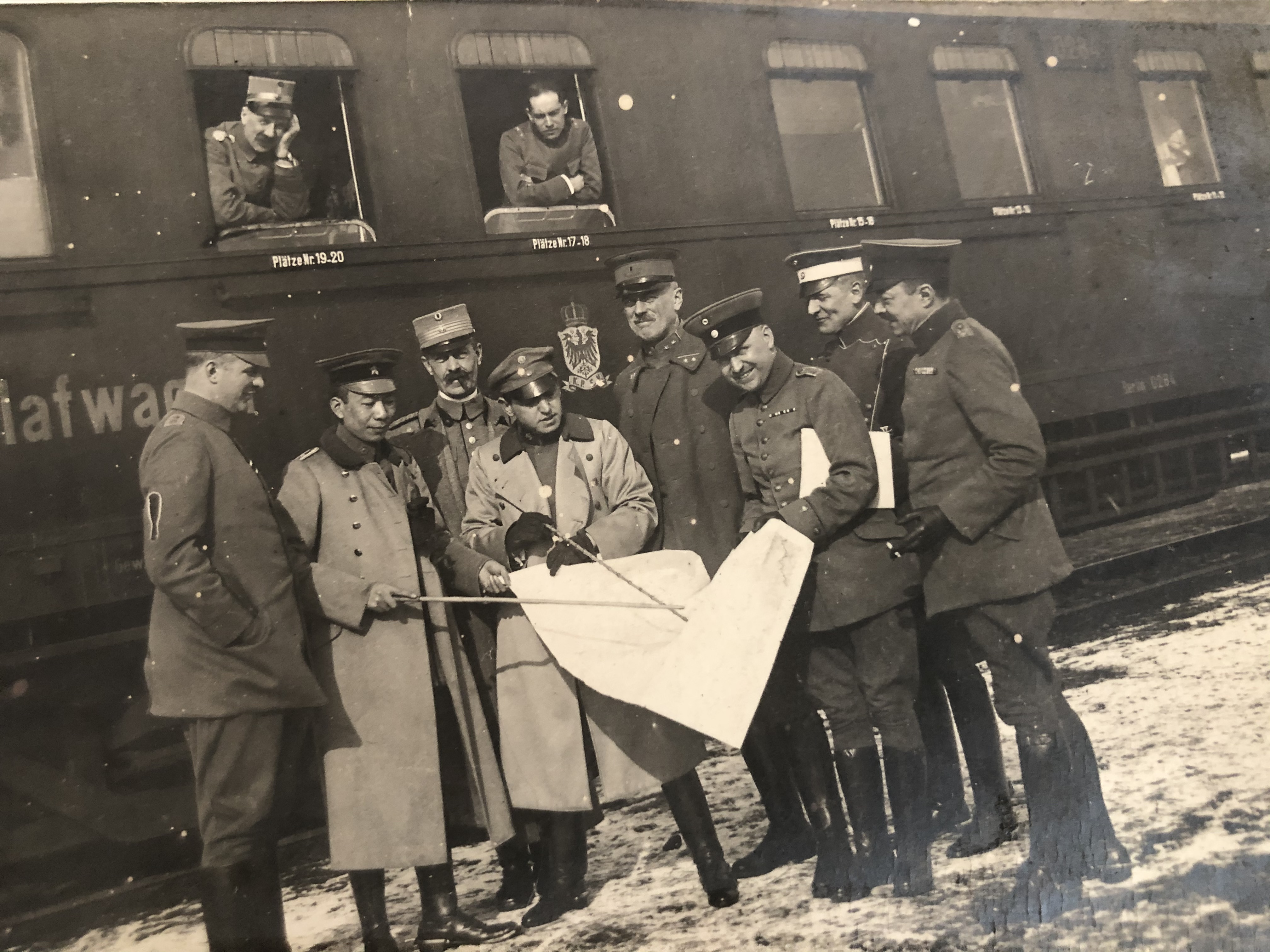
Pertiné en Rumania, 1916.

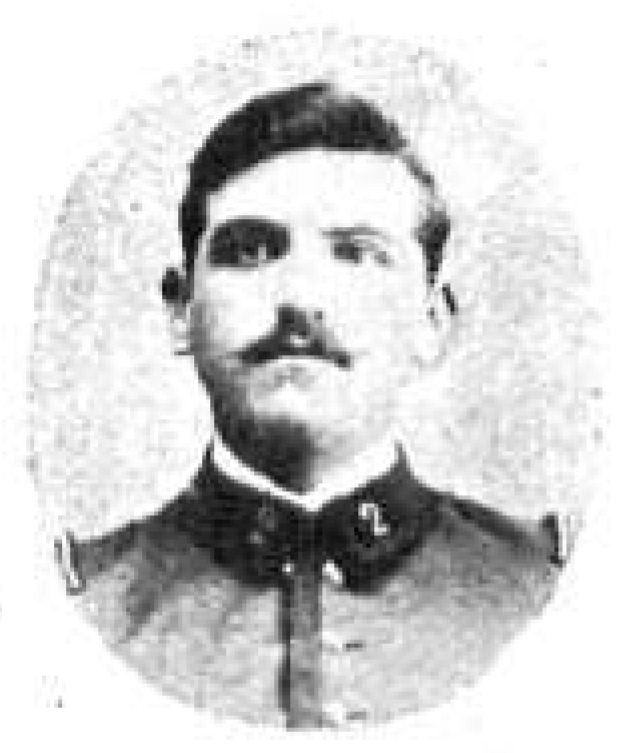
El teniente Pertiné días después del ataque a su cuartel en 1905.

En noviembre de ese año pasó al frente italiano incorporándose al 14.º Ejército austro-germano comandado por el general von Below, visitando las posiciones en los Alpes y las austro-alemanas en el río Piave. Redactó y elevó al Estado Mayor del Ejército Argentino importantes informes sobre las operaciones militares vividas en los diferentes frentes de batalla y en las fortalezas recorridas, sobre el arma de infantería y de artillería, sobre órdenes y críticas de combate y sobre la estrategia de guerra de montaña aplicada en la ofensiva alemana-austro-húngara contra Italia en 1917, escribiendo dos libros que tuvieron gran repercusión en el Ejército Argentino: Algunos Acontecimientos de la Gran Guerra 1914-1918 y Las Armas.
Sus servicios para el Imperio Alemán fueron recompensados por éste a través de diversas distinciones, entre ellas la Cruz de Hierro, de Segunda Clase, otorgada el 16 de junio de 1919 por el ministro de Guerra de Prusia, la Real Orden de la Corona de Prusia con Espadas, de Segunda Clase otorgada el 16 de febrero de 1918 por orden del emperador Guillermo II, y Águila Roja de Segunda Clase. A ello se le suman numerosas condecoraciones de países que conformaron las Potencias Centrales.

#### Regreso a Argentina
Al retornar a su país, fue destinado al Estado Mayor del Ejército, luego de lo cual comandó el Ejército de Montaña de Cuyo.
En abril de 1920 fue elegido secretario de la “Comisión Nacional de Homenaje al General Belgrano” creada por iniciativa de las Damas Patricias para conmemorar el centenario del  fallecimiento del prócer. Como presidente de la institución fue nombrado el General Pablo Riccheri.
Es ascendido en 1927 al rango militar de general, que conservó por seis años.

#### Actuación en la década neoconservadora
Al darse el golpe de Estado de 1930 que llevó a Uriburu al poder, asumió provisoriamente el gobierno de Córdoba, hasta que Carlos Ibarguren es nombrado por el nuevo gobierno nacional interventor en esa provincia.
Participó con entusiasmo del gobierno de Agustín Pedro Justo, siendo nombrado por él ministro de Guerra en 1936 luego de la muerte de Manuel A. Rodríguez, su antecesor. Durante su mandato recorrió el país, asegurando el orden dentro de las filas castrenses por todo el territorio nacional. Se retira de su cargo de ministro al finalizar el mandato del presidente Justo, en 1938, año en el cual es embajador extraordinario en misión especial ante la República Oriental del Uruguay.
De mayo de 1939 a mayo de 1943 es designado presidente del Círculo Militar, una asociación civil mutual de oficiales del Ejército Argentino.
En 1943 fue designado por el presidente de facto Pedro Pablo Ramírez intendente municipal de la Ciudad de Buenos Aires. Duraría en el cargo hasta 1944, cuando renunció por estar en desacuerdo con la intención del gobierno de pasar al ámbito nacional hospitales y demás organismos de salud municipales. Aunque la decisión le haya costado el cargo, logró contener al Ejecutivo, que finalmente desistió en la medida.

### Últimos años
En 1945 se retira del servicio activo, y ya en el pasado sus años de mayor relevancia en la escena nacional, de sus años finales se destacaron en octubre de 1955 haber integrado el tribunal de honor que juzgó al derrocado presidente Juan Domingo Perón, y la participación en instituciones históricas, como la Comisión Nacional de Homenaje a Álvarez Thomas que presidió.
Falleció el 13 de diciembre de 1963 y sus restos descansan en la bóveda de la familia Botet, en el Cementerio de La Recoleta de esa ciudad.

### Familia y descendencia
Pertiné había contraído matrimonio el 29 de noviembre de 1909 con Elena Dionisia Botet, bisnieta del director supremo de las Provincias Unidas Ignacio Álvarez Thomas y tataranieta de una hermana del prócer Manuel Belgrano.
De sus tres hijos descienden las familias Pertiné Botet, Malenchini Pertiné, Elizalde Malenchini, Malenchini Giustinian, Ferrer Pertiné, Capurro Ferrer, Ferrer de Biase, Ferrer López, Ferrer Calvo, Pertiné Urién, Pertiné Quirno, Rúa Pertiné, y Pertiné Achával Rodríguez. Entre ellos se destaca Inés Pertiné, primera dama argentina, por ser esposa del presidente Fernando de la Rúa.

## Publicaciones
- Algunos acontecimientos de la Gran Guerra 1914-18
- Las armas, infantería. Guerra de movimiento y de trincheras. Informes y órdenes de combate,
- Las Armas, Artillería
- Las Armas, Caballería
- Algunas palabras a los Jefes de Batallón
- Alemania antes de la Guerra